# Eudipleurina
Eudipleurina é um gênero de mariposa pertencente à família Crambidae.